# Годеки, Маржена
Марже́на Годеки (англ. Marzena Godecki), урождённая Маржена Годе́цкая (пол. Marzena Godecka; род. 28 сентября 1978 года, Бытом, ПНР) — австралийская актриса польского происхождения. Наибольшую известность ей принесла роль Нери в телесериале «Девочка и океан».

## Биография
Маржена Годеки родилась 28 сентября 1978 года в городе Бытом, Польше. Когда ей было три года, её семья эмигрировала в Австралию. Училась в женском методистском колледже. В 16 лет изучала современный танец и балет в Мельбурне. В этом же возрасте её выбрали на роль Нери в сериале «Девочка и океан» из более чем 500 девушек.
Во время первого прослушивания её заставили плавать в холодной воде возле местного океанского пирса, чтобы проверить, насколько комфортно она чувствует себя в воде. Основная локация натурных съёмок была в городе Порт Дуглас, где Годеки смогла отточить навыки плавания и научиться нырять с аквалангом.
Роль Нери не была для Годеки дебютной. Ранее, в 1992 году, она снялась в массовке второго сезона сериала «Весёлая семейка Твист» (сквозной персонаж без реплик).
Годеки вышла замуж в 2008 году и сменила фамилию на Д’Одорико. Есть сын Нико, родившийся в июле 2008 года, и дочь Саша, родившаяся в конце 2011 года. С 2008 по 2012 годы Годеки вместе с деловым партнёром Мелани Цукас управляла магазином детской моды «Tiny Threads» в Мельбурне.

## Карьера
До роли Нери, Годеки регулярно появлялась в сериале «Весёлая семейка Твист» (Round the Twist) 1992 года, где молча сидела рядом с Линдой в школьных сценах. Её героиню обозначили как «Красивую девушку», хотя в серии «Гвозди» мистер Снаппер назвал её «Мадлен».